# バントリー・ハウス

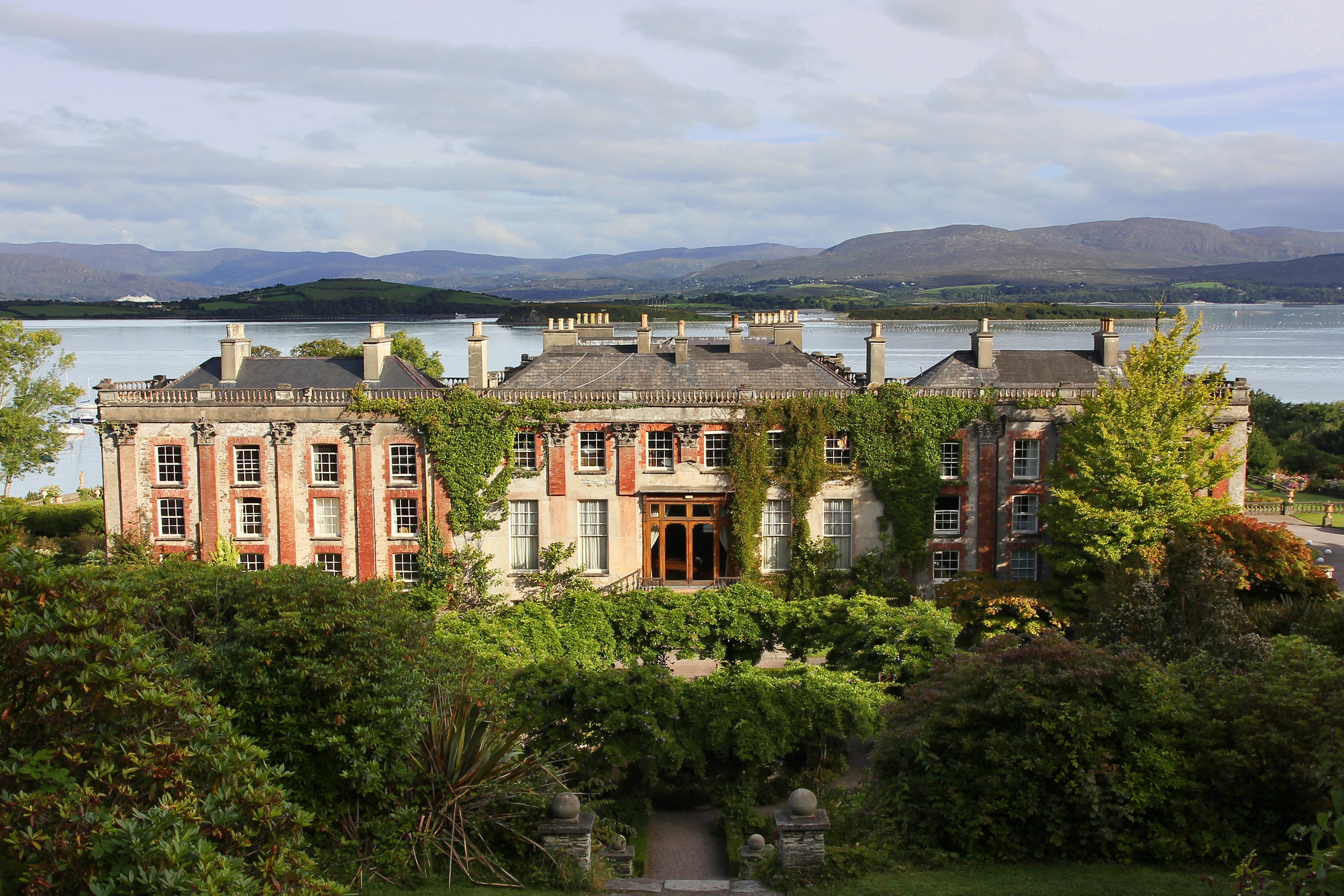
バントリー・ハウスとその庭園。邸宅の後方に見えるのがバントリー湾である。

バントリー・ハウス（英文表記:Bantry House）は、アイルランド、コーク県バントリーに位置する、庭園をともなった歴史的な邸宅。

## 歴史
1700年頃、バントリー・ハウスはバントリー湾の南側にたてられた。もともとの名称は「ブラックロック」といった。1750年、評議員のリチャード・ホワイトは、サミュエル・ハッチンソンという人物からこのブラックロックを買い上げ、その名称を「シーフィールド」と改名した。リムリックで商人になった後、ホワイト一家は湾を渡ったところにあるウィディー島に定住する。一家はその後、事業などで成功をおさめ、付近一帯における大規模な土地の購入を行った。1780年代までに、バントリー・ハウスは320平方キロメートル（8万エーカー）にまで拡大したが、土地の多くは耕作に適していなかった。また、ハウス自体からはバントリー湾を見渡すことが可能で、威厳のある家となった。1946年以来、バントリー・ハウスは一般に公開されており、およそ1990年からベッドと朝食の付いた宿泊施設として提供されている。

## 庭園
バントリー・ハウスの庭園は、2代目のバントリー伯爵とその妻メアリーによって開発が行われた。この庭園の開発は、彼らのヨーロッパ旅行から刺激を受けたものである。庭園は全部で7つの緑地を含み、邸宅が位置しているのはこのうちの3番目にあたる。邸宅の裏側には有名な100段の階段があり、駆け上がれば大きな泉が現れ、見事なアザレアやシャクナゲの花がそれらを囲んでいる。庭園は年中いつでも気軽に訪れることができる上、改良や維持のために、絶えず修繕工事が行われている。
1997年まで、バントリー・ハウスにおける多くの土壌が放置されており、修繕の過程に乗り出すことが認められた。かかる費用のための資金提供は2000年に中止されたが、工事は継続中で完了すれば以前のような土地の状態にまで修復される予定である。

## アーマダ・センター
1796年、セオバルド・ウォルフェ・トーンと統一アイルランド人連盟は、オッシュ将軍率いるおびただしい数のフランス大型艦隊を上陸させようと試みた。これにはイギリス人を追放し、アイルランドの共和国を設立する意図があった。大型艦隊は50隻の戦艦と1万5千人の兵で構成されていた。この侵略を聞きつけたリチャード・ホワイトは、彼と貸借人達がイギリスの王権に忠実であるとして、上陸に対抗するため市民軍を整備した。この時の軍需品は、安全に保管するためバントリー・ハウスに貯蔵されている。湾頭には侵略を知らせる警戒隊も送られた。しかし、この時天候がかなり厳しい状況で、船と船の連絡さえ難局を極めていたため、結局フランス艦隊は上陸の機会を得ることがなかった。この際、10隻の船が失われている。この失われた船の中には艦船「スュルヴェイアンテ (The Surveillante) 」が含まれており、ほぼ200年もの間、バントリー湾の底へ沈んだままとなった。
その後、船は1982年に発見される。1985年、船は国の遺物として公表され、船自体とその中にあるものに対し、発掘や保存・展示が開始された。この展示するアーマダ（armada、大型艦隊）・センターは、西側からフランスが上陸しようとした話を陳列し、スュルヴェイアンテ号の6分の1スケールの模型やバントリー湾の中で回収された残骸から人工物を展示している。他にもセンターでは、公開記録からの引用や等身大の像と共に、セオバルド・ウォルフェ・トーンについての説明も行われている。また、観光客はアーマダ・センターのサウンド・ツアーを楽しむことも可能である。